# 후코즈촌
후코즈촌(深溝村)은 아이치현 누카타군에 설치되었던 촌이다. 현재의 고타정에 해당한다.